# Kratka (symbol)
# (pot. kratka, krzyżyk, płotek, ang. hash) – symbol używany najczęściej do oznaczania komentarzy w plikach konfiguracyjnych i językach programowania. Jest on także używany w zastępstwie słowa „numer” – np. #1 oznacza numer 1.

## Znaczenia znaku kratki
- W teorii mnogości oznacza moc zbioru – #A to moc zbioru A.
- W wielu językach skryptowych powłok systemowych, językach programowania (np. Python) i plikach konfiguracyjnych określa początek komentarza.
- W języku C i innych pochodnych jemu językach programowania stawiany jest przed nazwą dyrektywy preprocesora. W makrach, po dyrektywie #define, jest on stosowany w różnych celach, włączając w to podwójny znak ## służący łączeniu symboli.
- W AutoHotkey odnosi się do klawisza ⊞ Win oraz rozpoczyna dyrektywy preprocesora.
- W adresach URL oddziela część będącą adresem strony internetowej od części identyfikującej określony fragment na tejże stronie, np.: https://pl.wikipedia.org/wiki/Kratka_(symbol)#Przypisy. Przy czym na tej stronie musi być zdefiniowany odpowiedni identyfikator, np.: <a id="Przypisy">...</a>, który pozwoli na odnalezienie i przejście do tego fragmentu dokumentu hipertekstowego[1] (por. znacznik hipertekstowy: „kotwica”).
- W wikitekście identyfikuje kolejne elementy listy numerowanej lub w odwołaniach wewnętrznych określa nagłówki podrozdziałów, do których ma nastąpić przejście.
- Na serwerach IRC poprzedza nazwę każdego kanału dostępnego w całej sieci IRC, np. #polska.
- W serwisach społecznościowych takich jak Twitter symbol kratki otagowuje wysyłane wiadomości tzw hasztag, np. treść wiadomości #słowokluczowe.
- W składni LaTeX poprzedza liczbę, pozwalając odwołać się do argumentu w poleceniu zdefiniowanym przez użytkownika, np.: \newcommand{\code}[1]{\texttt{#1}}.
- W niektórych asemblerach identyfikuje zastosowany tryb adresowania, np. w MOS 6502 rozkaz LDA #10 oznacza załadowanie wartości 10 do rejestru akumulatora.
- W HTML, CSS, SVG jest używany do specyfikacji kolorów formatu RGB w postaci szesnastkowej, np. #EEAA77.
- W telefonii – na początku kodu USSD oznacza „wyłączenie funkcji”; oznacza także koniec kodu (np. #21# to wyłączenie przekierowania).
- W publikacjach dotyczących pojazdów komunikacji miejskiej przyjęło się wstawianie # przed numerem taborowym, w odróżnieniu od numeru linii (np. wagon #11 na linii 14).

W Unikodzie kratka występuje w różnych wersjach:
| Znak | Unicode | Kod HTML               | Nazwa unikodowa       | Nazwa polska   |
| ---- | ------- | ---------------------- | --------------------- | -------------- |
| #    | U+0023  | &#x23; lub &#35;       | NUMBER SIGN           | kratka         |
| ＃   | U+FF03  | &#xFF03; lub &#65283;  | FULLWIDTH NUMBER SIGN | szeroka kratka |
| ﹟   | U+FE5F  | &#xFE5F ; lub &#65283; | SMALL NUMBER SIGN     | wąska kratka   |